# تحسين المحفظة

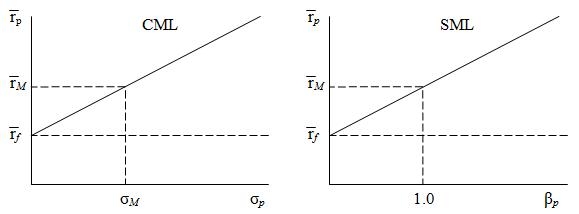

تحسين المحفظة (بالإنجليزية: Portfolio optimization)‏ هي عملية انتقاء أفضل محفظة –تنويع الأصول– من مجموعة المحافظ الاستثمارية موضع النظر، وفقًا لأهداف معينة. عادة ما ترمي الأهداف إلى زيادة عوامل مثل العائد المُتوقَع إلى أقصى قدر ممكن، وتقليل التكاليف مثل المخاطر المالية إلى الحد الأدنى. يمكن أن تتراوح العوامل الجاري بحثها من الملموسة (مثل الأصول، المطلوبات، الإيرادات أو الأساسيات الأخرى) إلى غير الملموسة (مثل سحب الاستثمارات الانتقائي).

## نظرية المحفظة الحديثة
قدمت نظرية المحفظة في عام 1952 في مقال بواسطة هاري ماركويتز. وتفترض أنه إذا أراد مستثمر زيادة عائد محفظته الاستثمارية المتوقع فذلك مرهون بقدر معين من المخاطرة. تتطلب المحافظ التي تلبي هذا المعيار، والمعروفة باسم المحافظ الفعالة، والتي تحقق عائدًا متوقعًا أعلى، اضطلاعًا بمزيد من المخاطرة، لذا يواجه المستثمرون مقايضة بين المخاطرة والعائد المتوقع. تمثَّل هذه العلاقة بين المخاطرة والعائد المتوقع والخاصة بالمحافظ بيانيًا بمنحنى يُعرف باسم الحدود الفعالة. تكون كل المحافظ الفعالة، والمُمَثل كل منها بنقطة على الحد الفعال، مُنوعة جيدًا. بينما يتم تجاهل قيم أعلى يمكن أن تؤدي إلى إفراط في الاستثمار المحفوف بالمخاطر، خاصةً عند ازدياد التقلبات، يعد تحسين المحافظ عندما تكون توزيعات العائد غير موزعة طبيعيًا تحديًا رياضيًا.

## أساليب التحسين
مشكلة تحسين المحفظة تُصنَّف على أنها مشكلة تقيُّد في رفع الحد الأقصى للمنفعة. تعرِّف الصيغ الشائعة لدوال منفعة المحفظة على أنها العائد المتوقع من المحفظة (الصافي من تكاليف التعاملات والتمويلات) مطروحًا منه تكلفة المخاطرة. العنصر الأخير –تكلفة المخاطرة– يُعرف بأنه مخاطرة المحفظة مضروبًا في معامل تجنب المخاطرة (أو ثمن وحدة المخاطرة). كثيرًا ما يضيف الممارسون قيودًا إضافية لتحسين التنوع والحد أكثر من المخاطرة. من أمثلة هذه القيود هي حدود معامل أصول وقطاع ومنطقة المحفظة.

## مناهج خاصة محددة معينة
غالبًا ما تجري عملية تحسين المحفظة على مرحلتين: تحسين تعاملات فئات الأصول المُبقى عليها، وتحسين تعاملات الأصول داخل نفس فئة الأصول. مثال على الأولى هو اختيار النسب المودعة في الأسهم مقابل السندات، في حين أن مثال على تلك الثانية سيكون اختيار نسب الأسهم في المحفظة الفرعية الموضوعة في الأسهم س، ص، ع. للأسهم والسندات خصائص مالية تختلف اختلافًا جوهريًا، وتتباين في المخاطرة المنهجية؛ وبالتالي يمكن النظر إليها على أنها فئات أصول منفصلة. الاحتفاظ ببعض من المحفظة في كل فئة يوفر بعض التنويع، والاحتفاظ بأصول محددة متنوعة ضمن كل فئة يتيح المزيد من التنويع. باستخدام هذه العملية ثنائية المراحل يستبعد المرء المخاطرات غير المنهجية من أصول الأفراد ومستوى فئة الأصول على حدٍ سواء.
يتمثل أحد مناهج تحسين المحفظة في نظرية فون نيومان مورغنسترن للمنفعة والتي حددت عبر ثروة المحفظة النهائية، أن تصل القيمة المتوقعة للمنفعة إلى أقصى حد. ولكي تعكس تفضيلًا لعائدات أعلى وليس أقل، تزداد هذه الدالة المستهدفة في الثروة، ولكي تعكس تجنبًا للمخاطرة فهي دالة مقعرة. لدوال منفعة واقعية في ظل وجود العديد من الأصول التي يُمكن إبقاءها، في الوقت نفسه الذي يكون فيه النهج نظريًا أكثر قابلية للدفاع من غيره، يمكن أن يكون مكثف حسابيًا أيضًا.
وضع هاري ماركويتز «طريقة الخط الحرج» وهي عملية عامة متعلقة بالبرمجة التربيعية تستطيع التعامل مع قيود خطية إضافية وحدود عليا وسفلى في الموجودات. يوفر النهج أيضًا طريقة لتعيين مجموعة كاملة من المحافظ الفعالة. شُرحت فيما بعد بواسطة ويليام شارب.

### أدوات رياضية
تعقيد وتوسيع نطاق تحسين المحفظة عبر عدد من الأصول يعني أن العمل يتم انهائه بشكل عام بواسطة حاسوب. من المحوري في هذا التحسين أن يتم عمل مصفوفة تغاير لمعدلات العائدات على الأصول في المحفظة.
تشمل التقنيات:
- البرمجة الخطية[8][9]
- البرمجة التربيعية
- البرمجة غير الخطية
- البرمجة الصحيحة المختلطة
- أساليب الأدلة العليا[10]
- البرمجة العشوائية لتحسين المحفظة متعددة المراحل[11]
- الأساليب المبنية على رابط[12][13]
- الأساليب المبنية على العنصر الرئيسي
- التحسين الإجمالي التحديدي
- الخوارزمية الوراثية[14]

## قيود التحسين
عادةً ما يجري التحسين تحت قيود، مثل القيود التنظيمية أو انعدام السيولة. يمكن لهذه القيود أن تؤدي إلى أوزان محفظة تركز على شريحة فرعية صغيرة من الأصول التي تضمها المحفظة. حينما تخضع عملية تحسين المحفظة لقيود أخرى مثل الضرائب وتكلفة التعاملات والرسوم الإدارية، فربما تؤدي عملية التحسين إلى محفظة أقل تنويعًا.

### اللوائح القانونية والضرائب
ربما يُحرم المستثمرون من امتلاك بعض الأصول في بعض الحالات التي يؤدي تحسين المحفظة غير المقيد فيها إلى بيع مكشوف لبعض الأصول. لكن من الممكن يكون البيع المكشوف ممنوعًا. في بعض الأحيان يكون امتلاك أصلٍ أمرًا غير عملي نظرًا لارتباطها بتكلفة ضرائب باهظة جدًا. في مثل هذه الحالات لابد من فرض قيود ملائمة على عملية التحسين.

### تكاليف التعاملات
تكاليف التعاملات هي الكلفة المتحققة نتيجة التداول من أجل تغيير أوزان المحفظة. نظرًا لأن المحفظة المُثلى تتغير بمرور الوقت؛ هناك حافز لإعادة التحسين باستمرار. مع ذلك، التداولات المتكررة كثيرًا ستكبد تكاليف تعاملات كثيرة التكرار، لذا فإن الإستراتيجية المُثلى تكمن في إيجاد وتيرة إعادة التحسين والتداول التي – نحو مناسب– توازن بين تجنب تكاليف التعاملات مع تجنب الإبقاء على مجموعة متقادمة من نسب المحفظة. يتعلق هذا بموضوع خطأ التتبع والذي بواسطته نسب الأسهم تحيد بمرور الوقت عن بعض النقاط المرجعية في حال غياب إعداة التوازن.

## زيادة تحسين المحفظة

### الارتباطات وتقييم المخاطرة
تقيس النهج المختلفة لتحسين المحفظة المخاطرة بطرق مختلفة. بالإضافة إلى المقياس التقليدي مثل الانحراف المعياري أو حاصل تربيعه (التباين) وهي مقاييس مخاطرة ليست متينة، تشمل المقاييس الأخرى نسبة سورتينو والعجز المتوقع والتشتت الإحصائي.
يعد الاستمثار نشاطًا مستشرفًا للمستقبل، ومن ثم يجب أن يتنبأ بتغاير العائدات وليس ملاحظتها. تستكشف دراسات حديثة معلومات أخرى غير يقوله التاريخ، مثل نظرة المستثمرين وتصنيف الأعمال للتمكن من بالتنبؤ. يفترض تحسين المحفظة أن المستثمر قد يحمل بعضًا من تجنب المخاطر وأن أسعار الأسهم قد تظهر اختلافات كبيرة القيم السابقة أو المتوقعة والذي يحدث. خاصةً أن الأزمات المالية تتسم بالزيادة الكبيرة في الروابط في حركة سعر الأسهم والتي من الممكن أن تقلل بشدة من فوائد التنويع.
في إطار نطاق التحسين متوسط التباين، يكون التقدير الدقيق لمصفوفة التباين والتغاير أمرًا بالغ الأهمية. تعد التقنيات الكمية التي تستخدم طريقة مونت كارلو مع الرابط الغاوسي والتوزيعات الهامشية المحددة تحديدًا جيدًا تقنية فعالة. من الهام السماح لعملية النمذجة بإتاحة خصائص تجريبية لعائدات الأسهم مثل الارتداد الذاتي والتقلبات غير المتماثلة والتخالف والتفلطح. هذه الصفات يمكن أن يؤدي إلى خطأ تقديري جسيم في الروابط والتباينات والتغايرات التي بها تحيزات سلبية (ما يصل 70% من القيم الحقيقية).
تنتشر بين المستثمرين متجنبي المخاطرة إستراتيجيات أخرى للتحسين تركز على تقليل توابع المخاطرة (مثل القيمة المعرضة للمخاطرة والعجز المتوقع) في محفظة الاستثمار. للتقليل إلى أدنى حد من التعرض لتوابع المخاطرة والتنبؤ بعائدات الأصول باستخدام طريقة مونت كارلو مع تشابكات الكرمة لإتاحة التقليل من (ترك) الاعتماد على التوابع (مثل كلايتون، تناوب غومبل) عبر محافظ ضخمة لأصول هي الأنسب.
مؤخرًا، شرع مديرو المحفظة الوقائية في تطبيق «تحسين شامل النطاق» يمكن بموجبه استخدام أي دالة منفعة خاصة بالمستثمر لتحسين محفظة. يُزعم أن مثل تلك المنهجية عملية أكثر وأنسب للمستثمرين المعاصرين الذين تنطوي أفضلياتهم فيما يتعلق بالمخاطرة على تقليل توابع المخاطرة، تقليل التخالف السلبي للحد الأدنى والتوابع الجسيمة في توزيع عائدات محفظة الاستثمار. في الحالات التي تنطوي فيها مثل هذه المنهجيات على استخدام دوال منفعة ذات قيم أعلى، من الضروري استخدام منهجية تسمح بالتنبؤ بالتوزيع المشترك والذي يأخذ في الحسبان الاعتمادية غير المتماثلة. بشكل أكثر تحديدًا، من المعروف أن فئة الأصول من الأسهم تظهر اعتمادية غير متماثلة (مثل اعتمادية ذات توابع منخفضة). من المنهجيات المناسبة التي تسمح بالتوزيع المشترك لإدراج الاعتمادية غير المتماثلة هو تشابكات كرمة كلايتون القانونية.